# Antas de Ulla
Antas de Ulla er en by og kommune i det nordvestlige Spanien i provinsen Lugo. Den har et indbyggertal på 1.822 (2024) indbyggere.